# Heteropsyllus meridionalis
Heteropsyllus meridionalis är en kräftdjursart som beskrevs av Soyer 1974. Heteropsyllus meridionalis ingår i släktet Heteropsyllus och familjen Canthocamptidae. Inga underarter finns listade i Catalogue of Life.